# 蔵つき酵母
蔵つき酵母（くらつきこうぼ）とは、古くからその酒蔵・酒造場に住み着いている酵母のことをいう。
現在の清酒醸造においては、日本醸造協会などが頒布しているアンプル詰の優良酵母を用いることが主流となっているが、元々はそれぞれの蔵に住み着いていた独自の蔵つき酵母が入り込みアルコール醗酵していた。ちなみにそれら優良酵母も、もともとは酒蔵の蔵つき酵母を採取・純粋培養したものである。
純粋培養した酵母から始めても、もろみの継代（差し元、汲み元）を重ねるうちに蔵つき酵母が培養酵母を凌駕していくこともある。